# Jüdisches Forum für Demokratie und gegen Antisemitismus
Das Jüdische Forum für Demokratie und gegen Antisemitismus (JFDA) ist ein eingetragener Verein, der sich gegen Antisemitismus und Rassismus einsetzt. Themen sind die Förderung der Demokratie, des interreligiösen und interkulturellen Austauschs sowie die Hilfe für politisch, rassistisch oder religiös Verfolgte. Der Verein arbeitet mit demokratischen Institutionen und zivilgesellschaftlichen Akteuren zusammen und verfolgt seine Ziele durch Bildungs-, Öffentlichkeits- und Kulturarbeit, wie die Organisation von Veranstaltungen, die Herausgabe von Resolutionen und Publikationen sowie Dokumentationen und Studien.

## Gründung
Das JFDA wurde von Levi Salomon initiiert und am 30. April 2008 mit der Unterstützung von Lala Süsskind und der Jüdischen Gemeinde zu Berlin gegründet. Seit 2012 ist das Forum als gemeinnütziger Verein tätig. Das Forum wird mit Mitteln des Bundes, des Landes Berlin und von Stiftungen finanziert. Der gemeinnützige Verein hat seinen Sitz in Berlin. In der Geschäftsstelle arbeiten rund 15 Mitarbeiter (Stand: 2019).

## Positionen
Das JFDA orientiert sich an der Arbeitsdefinition „Antisemitismus“ der Internationalen Allianz für Holocaust-Gedenken (IHRA). Demnach sind feindselige Haltungen bis hin zum Hass gegen Personen, Einrichtungen und Organisationen, die als jüdisch oder mit dem Judentum verbunden wahrgenommen werden, als Antisemitismus zu definieren. Auch Feindseligkeit gegenüber dem Staat Israel als jüdisches Kollektiv kann laut der IHRA-Arbeitsdefinition antisemitisch sein. Der Verein betrachtet Antisemitismus als einzigartige Form der Diskriminierung (nicht als Unterkategorie von Rassismus) und als Angriff auf das ganze freiheitlich-demokratische Gemeinwesen. Der beste Schutz gegen Antisemitismus sei eine Kultur des Miteinanders, die auf den Grundwerten des freiheitlich-demokratischen Gemeinwesens basiert.

## Projekte
Der Verein betreibt Recherche, Analyse, Feldbeobachtungen und politische Bildungsarbeit zu den Themen Antisemitismus, Rassismus, Demokratiefeindlichkeit und Verschwörungsideologien. Das JFDA organisiert Lernwerkstätten in Schulen, die die Themen Antisemitismus in Geschichte und Gegenwart, Verschwörungsideologien in der COVID-19-Pandemie, Rechtsextremismus und Neue Rechte, Hate Speech und Handlungsstrategien gegen Antisemitismus behandeln. Sie richten sich an Jugendliche ab der 9. Jahrgangsstufe. Bei antisemitischen Vorfällen an Schulen bietet das JFDA Beratung und Unterstützung an. Der Verein veröffentlicht außerdem Bildungsmaterialien und Handreichungen für die pädagogische Praxis.

## Auszeichnung
- 2022: Simon-Wiesenthal-Preis  durch den Nationalfonds der Republik Österreich in der Kategorie „Zivilgesellschaftliches Engagement gegen Antisemitismus“[7]